# شرکت موگ موزیک
شرکت موگ موزیک (انگلیسی: Moog Music)
این شرکت در سال ۱۹۵۳ به نام آر. اِی. موگ توسط رابرت موگ و پدرش تأسیس شد سپس در سال ۱۹۷۲ به موگ تغییر نام داد. از اولین تولیدات آن می‌توان به سینتیسایزر موگ اشاره کرد به عنوان سینتسایزر قابل دسترس برا همه و بعد از آن محصول مینی موگ در سال ۱۹۷۰ تولید شد، ۲ تا از با نفوذترین محصولات موزیک الکترونیک می‌باشد.
در سال 1971 بدنبال رکود اقتصادی، رابرت موگ مجموعه را به شرکت آلات موسیقی نورلینگ فروخت و در همانجا تا سال 1977 به عنوان طراح به فعالیت خود ادامه داد.در سال 1978 شرکت بیگ بریار را تاسیس کرد. شرکت موگ موزیک در سال 1987 اعلام برشکستگی کرد و علامت تجاری موگ در سال 2002 به رابرت موگ بازگشت درست زمانی که شرکت بیگ بریار فعالیت خود را با اسم موگ موزیک از سر گرفت.